# コンゴ民主共和国の港湾
コンゴ民主共和国の港湾（コンゴみんしゅきょうわこくのこうわん、英語: Ports and harbours in the Democratic Republic of the Congo）は、コンゴ民主共和国における港湾について記す。

## 一覧
- マタディ港（マタディ）
- バナナ港（バナナ）
- ボーマ港（ボーマ）